# Between My Head and the Sky
Between My Head and the Sky è il diciannovesimo album di Yōko Ono, pubblicato nel 2009.

## Tracce
1. Waiting for the D Train – 2:46
2. The Sun Is Down! (Cornelius Mix) – 4:49
3. Ask the Elephant! – 2:57
4. Memory of Footsteps – 3:30
5. Moving Mountains – 3:00
6. Calling – 4:19
7. Healing – 4:25
8. Hashire, Hashire – 3:35
9. Between My Head and the Sky – 5:33
10. Feel the Sand – 6:02
11. Watching the Rain – 5:30
12. Unun. To – 3:16
13. I'm Going Away Smiling – 2:53
14. Higa Noboru – 5:44
15. I'm Alive – 0:22